# 毛脚金星蕨
毛脚金星蕨（学名：Parathelypteris hirsutipes）为金星蕨科金星蕨属下的一个种。

## 扩展阅读
- 維基物種上的相關：毛脚金星蕨